# Norops forbesi
Norops forbesi är en ödleart som beskrevs av  Smith och VAN GELDER 1955. Norops forbesi ingår i släktet Norops och familjen Polychrotidae. IUCN kategoriserar arten globalt som otillräckligt studerad. Inga underarter finns listade i Catalogue of Life.